# Redirection d'URL
Pour les articles homonymes, voir Redirection.
La redirection d'URL (en anglais, URL redirection ou URL forwarding) est une technique permettant de rendre une page Web disponible sous plusieurs adresses URL. Lorsqu'un navigateur Web tente d'afficher une page dont l'URL a été redirigée, le navigateur est redirigé vers une autre page et c'est cette autre page qui est affichée.
De même, la redirection de domaine redirige toutes les pages d'un domaine vers des pages d'un autre domaine. Par exemple, toutes les pages des domaines wikipedia.com et wikipedia.net sont redirigées vers des pages de même nom dans le domaine wikipedia.org.
Une redirection d’URL peut être effectuée pour différentes raisons : pour réduire la longueur de l'URL ; pour éviter les liens brisés lorsque des pages Web sont déplacées ; pour permettre à plusieurs noms de domaine appartenant au même propriétaire de faire référence à un seul site Web ; pour guider la navigation vers et hors d'un site Web ; ou à des fins hostiles telles que des attaques d'hameçonnage ou la diffusion de logiciels malveillants.
Les sites Web qui proposent des services de redirection d'URL ne doivent pas être confondus avec les sites Web qui proposent la réduction d'URL au moyen de techniques de redirection d'URL.

## Raisons pour rediriger une URL
Il existe plusieurs raisons d'utiliser la redirection d'URL.

### Noms de domaines similaires
Une organisation peut réserver plusieurs domaines ayant des noms similaires à son nom de domaine et rediriger ces domaines vers son domaine pour simplifier la vie des internautes qui font des erreurs en écrivant son nom de domaine. Par exemple, la compagnie Constructions Gauthier pourrait réserver le domaine constructiongauthier.ca (sans s après construction) et rediriger ce domaine vers constructionsgauthier.ca après avoir constaté que plusieurs personnes tentent d'accéder à son site avec le nom de domaine constructiongauthier.ca.
La même technique est utilisée pour réserver plusieurs domaines de premier niveau portant le même nom d'organisation, lorsqu'une organisation pense que des utilisateurs tenteront de joindre son site avec différents noms de domaine de premier niveau. Ainsi, l'Université McGill de Montréal, dont le domaine est mcgill.ca, a aussi réservé le domaine mcgill.com et redirige les accès à mcgill.com vers mcgill.ca.

### Pages déplacées vers un autre site
Occasionnellement, des pages doivent être déplacées d'un site vers un autre site, par exemple, lors de la fusion de deux sites ou lors de la scission d'un site en plusieurs sites.
Dans ces circonstances, il n'est pas possible pour les programmeurs effectuant ces fusions ou ces scissions de changer les liens des autres sites pointant vers les pages déplacées ou les favoris des internautes pointant vers ces pages. Des redirections d'URL des pages déplacées vers leurs nouvelles adresses permettent aux utilisateurs de ces pages d'être redirigés vers les bonnes adresses même s'ils ne connaissent pas ces adresses, les accès aux URL obsolètes étant redirigés au bon emplacement.
Les déplacements de pages causent aussi des problèmes aux moteurs de recherche. Les moteurs de recherche ne sont pas informés des déplacements de pages et conservent les vieilles adresses des pages déplacées dans leurs banques de données durant quelque temps. Durant cette période, ils dirigent leurs utilisateurs vers l'ancienne adresse des pages déplacées. Une redirection corrige ce problème et fournit la page demandée, même si elle se trouve à une adresse inconnue du moteur de recherche. Lors de son prochain balayage de la page déplacée, le robot d'indexation du moteur de recherche corrigera l'adresse de la page dans sa banque de données et la redirection ne sera plus nécessaire.

### Journalisation des liens sortants
Les journaux d’accès de la plupart des serveurs Web contiennent des informations détaillées sur l’origine des visiteurs et leur navigation sur le site. Cependant, ils n'enregistrent pas par quel hyperlien les visiteurs ont quitté le site. En effet, le navigateur du visiteur n'a pas besoin de communiquer avec le serveur du site lorsque le visiteur clique sur un hyperlien sortant du site. Les informations sur les hyperliens utilisés pour quitter le site peuvent être capturées de plusieurs manières. Une façon implique la redirection d'URL. Au lieu d’envoyer le visiteur directement à l’autre site, les hyperliens sortant du site peuvent renvoyer à une URL du domaine du site Web original qui redirige automatiquement vers la cible réelle. Cette technique présente l'inconvénient du retard causé par la demande supplémentaire adressée au serveur du site Web d'origine. Comme cette demande laisse une trace dans le journal du serveur, révélant exactement quel lien a été suivi, il peut également s'agir d'un problème de confidentialité. La même technique est également utilisée par certains sites Web d’entreprise pour afficher un avis indiquant que le contenu ultérieur se trouve sur un autre site et n’est donc pas sous la responsabilité de la société.

### Réduction d'URL
Les applications Web incluent souvent dans leurs URL de longs attributs descriptifs qui représentent des hiérarchies de données, des structures de commandes, des chemins de transaction et des informations de session. Cette pratique aboutit à une URL qui est longue, esthétiquement désagréable et difficile à mémoriser, et qui peut ne pas être adaptée aux limites de taille des sites de microblogging. La réduction d'URL apporte une solution à ce problème en fournissant une URL courte et facile à mémoriser, et qui redirige vers une URL plus longue.

### Alias persistants significatifs pour les URL longues ou changeantes
Parfois, l'URL d'une page change même si le contenu reste le même. Dans ces cas, la redirection d'URL peut aider les utilisateurs qui ont des marque-pages. Une telle redirection est faite systématiquement sur Wikipédia chaque fois qu'une page est renommée.

### Ciblage par appareil et ciblage géographique
Les redirections peuvent être efficacement utilisées à des fins de ciblage, telles que le ciblage des appareils ou le ciblage géographique.
Le ciblage des appareils est de plus en plus important avec la montée en popularité des appareils mobiles qui ont des écrans plus petits que les ordinateurs traditionnels. Ces appareils étant de plus en plus populaires, les organisations veulent fournir aux internautes des informations adaptées aux petits écrans. Il existe deux approches pour servir les utilisateurs mobiles : rendre le site Web adaptatif ou rediriger la requête vers une version de site adaptée aux appareils mobiles. Si une version de site Web mobile est disponible, les utilisateurs disposant d'appareils mobiles sont automatiquement redirigés vers le contenu mobile correspondant.
Le ciblage géographique est une approche qui permet d'offrir un contenu spécifique à la localisation de l'internaute en transférant l'utilisateur vers une version localisée de l'URL demandée. Cette approche est utile pour les sites Web qui ciblent des publics dans plusieurs endroits géographiques et/ou des publics parlant différentes langues.

### Manipuler les moteurs de recherche
Les redirections ont été utilisées pour manipuler les moteurs de recherche avec des intentions contraires à l'éthique, par exemple, le détournement d'URL. L'objectif des redirections trompeuses est de diriger le trafic de recherche vers des pages de destination, qui n'ont pas suffisamment de pouvoir de classement par elles-mêmes ou qui ne sont qu'à distance ou pas du tout liées à la cible de recherche. L'objectif des redirections trompeuses est de diriger le trafic de recherche vers des pages de destination, qui n'ont pas suffisamment de pouvoir de classement par elles-mêmes ou qui ne sont qu'à distance ou pas du tout liées à la cible de recherche. L'approche nécessite un classement pour une gamme de termes de recherche avec un certain nombre d'URL qui utiliseraient des redirections sournoises pour rediriger le chercheur vers la page cible.
Cette méthode a connu un renouveau avec l'essor des appareils mobiles et du ciblage par appareil. Le piratage d'URL est une technique de redirection hors domaine qui exploite la nature de la gestion du moteur de recherche pour les redirections temporaires. Si une redirection temporaire est rencontrée, les moteurs de recherche doivent décider s'ils attribuent la valeur de classement à l'URL qui initialise la redirection ou à l'URL cible de la redirection. L'URL qui initie la redirection peut être conservée pour apparaître dans les résultats de recherche, car la redirection indique une nature temporaire.
Dans certaines circonstances, il était possible d'exploiter ce comportement en appliquant des redirections temporaires à des URL bien classées, conduisant à un remplacement de l'URL d'origine dans les résultats de recherche par l'URL qui a initialisé la redirection, donc "volant" le classement. Cette méthode était généralement associée à des redirections sournoises pour recibler le flux d'utilisateurs des résultats de recherche vers une page cible. Les moteurs de recherche ont développé des technologies efficaces pour détecter ces types d'approches manipulatrices. Les principaux moteurs de recherche appliquent généralement des pénalités de classement sévères aux sites qui se font prendre à appliquer des techniques comme celles-ci.

### Manipulation des visiteurs
La redirection d'URL est parfois utilisée dans le cadre d'attaques d'hameçonnage pour confondre les visiteurs sur le site Web qu'ils visitent et les amener sur un site malveillant qui tentera de leur subtiliser des informations personnelles ou de les infecter avec des virus.
Les navigateurs modernes affichant toujours la véritable adresse URL de la page téléchargée, les internautes peuvent se prémunir contre ces attaques en vérifiant l'adresse de la page téléchargée sur la barre d'adresses.